# 43e bataillon de chasseurs à pied
Pour les articles homonymes, voir 43e bataillon.

## Création et différentes dénominations
- 2 août 1914: formation du 43e Bataillon de Chasseurs à Pied, à Langres, à partir du 3e BCP
- 24 mars 1919 : Dissolution
- 1939 : Recréation du 43e Bataillon de Chasseurs à Pied, comme bataillon de réserve de Série A[réf. nécessaire]
- 1940 : Dissolution

## Historique des garnisons, campagnes et batailles

### Première Guerre mondiale

#### Rattachement
- 13e corps d'armée
- 70e division d'infanterie d'octobre 1914 à mars 1916
- 133e division d'infanterie de mars à août 1916
- 164e division d'infanterie d'août 1916 à novembre 1918

#### 1914
Victoires de Lorraine: La Mortagne  (mi- sept)

#### 1915
Bataille de Lorraine: Forêt de Parroy, Leintrey-Reillon, bataille du Reichsackerkopf.

#### 1916
Alsace : Schönholz
Somme : Le Forest, Rancourt
Alsace

#### 1917
Chemin des Dames : Aisne, plateau des Casemates (22 mai), Monument d'Hurtebise, Creute du Dragon (25 juin), plateau de Craonne (19-25 juillet) Bois le Chaume (6 novembre)
Verdun

#### 1918
Aisne : Nord-Ouest de Château-Thierry (29 mai - 4 juin), Offensive de l'Aisne (18-28 juillet)
Somme
2e bataille de Belgique : Roulers, La Lys, l'Escaut

## Drapeau
Comme tous les autres bataillons de chasseurs ou groupes de chasseurs, il ne dispose pas de son propre drapeau.
Il obtient la fourragère aux couleurs de la Croix de guerre 1914-1918 le 23 novembre 1918.

### Décorations
- Croix de guerre 1914-1918

## Personnalités ayant servi au sein du bataillon
- Pierre Nicolas Auguste Alfred Mairot alors sous-lieutenant

## Sources et bibliographie
- Historique du 43e bataillon de chasseurs à pied pendant la guerre 1914-1918, Nancy, Berger-Levrault, 36 p., lire en ligne sur Gallica.